# Qiqihar
Qiqihar ou Tsitsihar (齐齐哈尔) é uma cidade da província de Heilongjiang, na China. Localiza-se no nordeste do país. Tem cerca de 1500 mil habitantes. Foi fundada em 1691.